# Saffraanberg
 (septembre 2017).
Saffraanberg est une colline dans les environs de Saint-Trond, où s’est installée l’école pour sous-officiers de la Défense Belge. 
Depuis lors, le « Campus Saffraanberg » est le synonyme et le nom d’appel de ce qu’on appelle officiellement « l’École Royale des Sous-Officiers » (ERSO, en néerlandais Koninklijke School voor Onderofficieren ou KSOO).

## Histoire
Le Campus Saffraanberg s’appelait auparavant « École Technique de la Force Aérienne ». Le Starfighter à côté de l’entrée en est toujours témoin. Les techniciens de la Force Aérienne et les formations pour la Force Terrestre  y recevaient leur formation. 
Depuis 2007-2008 toutes les autres formations au niveau sous-officiers (comparable avec le niveau enseignement secondaire et le bachelor professionnelle dans l’enseignement civil) y sont abritées.

## Formations
Au sein du Campus Saffraanberg les candidats sous-officiers « technique » et les candidats sous-officiers « non technique » reçoivent leur formation de base. De plus les élèves à la Division Préparatoire à l’École Royale Militaire reçoivent un cours spécial en préparation à l’examen d’entrée et à la première année scolaire de l’École Royale Militaire.